# Prix Djebel
Groupe 3
Le Prix Djebel est une course hippique de galop se déroulant en avril, de 1949 à 2019 sur l'Hippodrome de Maisons-Laffitte puis sur l’Hippodrome de Deauville-La Touques. Labellisée Groupe 3 depuis 2009, elle est ouverte aux poulains entiers et hongres de 3 ans, se court sur 1 400 mètres et son allocation s'élève à 80 000 €. Nommée en souvenir du champion et grand étalon Djebel, elle sert d'épreuve préparatoire à la Poule d'Essai des Poulains voire aux 2000 Guinées.

## Palmarès
| Année | Vainqueur                                                      | Pays                                                           | Père                                                           | Jockey                                                         | Entraîneur                                                     | Propriétaire                                                   | Deuxième                                                       | Troisième                                                      | Temps                                                          |
| ----- | -------------------------------------------------------------- | -------------------------------------------------------------- | -------------------------------------------------------------- | -------------------------------------------------------------- | -------------------------------------------------------------- | -------------------------------------------------------------- | -------------------------------------------------------------- | -------------------------------------------------------------- | -------------------------------------------------------------- |
| 2025  | Manaroa Charlie                                                | France                                                         | Wootton Bassett                                                | Aurélien Lemaître                                              | Christopher Head                                               | P. Maher, C. Fitzgerald & J. Baxter                            | Silius                                                         | Woodshauna                                                     | 1'23"12                                                        |
| 2024  | Lazzat                                                         | France                                                         | Territories                                                    | Antonio Orani                                                  | Jérôme Reynier                                                 | Nurlan BIzakov                                                 | Keran                                                          | Devil's Point                                                  | 1'29"92                                                        |
| 2023  | Good Guess                                                     | France                                                         | Kodiac                                                         | Stéphane Pasquier                                              | Fabrice Chappet                                                | Hisaaki Saito                                                  | Breizh Sky                                                     | Belbek                                                         | 1'29"20                                                        |
| 2022  | Rock Boy                                                       | France                                                         | Rock of Gibraltar                                              | Mickaël Barzalona                                              | Richard Chotard                                                | Team Calas                                                     | Loubeisien                                                     | My Fancy                                                       | 1'32"25                                                        |
| 2021  | Fast Raaj                                                      | France                                                         | Iffraj                                                         | Grégory Benoist                                                | Yann Barberot                                                  | Écurie du Parc Monceau                                         | Pimento                                                        | Prince Lancelot                                                | 1'23"18                                                        |
| 2020  | Course non disputée (confinement dû à la pandémie de Covid-19) | Course non disputée (confinement dû à la pandémie de Covid-19) | Course non disputée (confinement dû à la pandémie de Covid-19) | Course non disputée (confinement dû à la pandémie de Covid-19) | Course non disputée (confinement dû à la pandémie de Covid-19) | Course non disputée (confinement dû à la pandémie de Covid-19) | Course non disputée (confinement dû à la pandémie de Covid-19) | Course non disputée (confinement dû à la pandémie de Covid-19) | Course non disputée (confinement dû à la pandémie de Covid-19) |
| 2019  | Munitions                                                      | France                                                         | War Front                                                      | Mickael Barzalona                                              | André Fabre                                                    | Godolphin                                                      | Graignes                                                       | Amilcar                                                        | 1'25"57                                                        |
| 2018  | Dice Roll                                                      | France                                                         | Showcasing                                                     | Cristian Demuro                                                | Fabrice Chappet                                                | Giacomo Algranti                                               | Magic Bibou                                                    | Batwan                                                         | 1'28"67                                                        |
| 2017  | Al Wukair                                                      | France                                                         | Dream Ahead                                                    | Gregory Benoist                                                | André Fabre                                                    | Al Shaqab Racing                                               | National Defense                                               | African Ride                                                   | 1'23"03                                                        |
| 2016  | Cheikeljack                                                    | France                                                         | Myboycharlie                                                   | Vincent Cheminaud                                              | Henri-Alex Pantall                                             | Madame Jacques Cygler                                          | Attendu                                                        | Moon Trouble                                                   | 1'28"10                                                        |
| 2015  | Ride Like The Wind                                             | France                                                         | Lope de Vega                                                   | Mickael Barzalona                                              | Freddy Head                                                    | Olivier Thomas                                                 | Make Believe                                                   | Sir Andrew                                                     | 1'28"87                                                        |
| 2014  | Charm Spirit                                                   | France                                                         | Invincible Spirit                                              | Olivier Peslier                                                | Freddy Head                                                    | Abdullah bin K" Al Thani                                       | Kiram                                                          | Imperiator                                                     | 1'24"30                                                        |
| 2013  | Style Vendome                                                  | France                                                         | Anabaa                                                         | Thierry Thulliez                                               | Nicolas Clément                                                | André de Ganay                                                 | Snowday                                                        | Penny's Picnic                                                 | 1'25"98                                                        |
| 2012  | French Fifteen                                                 | France                                                         | Turtle Bowl                                                    | Olivier Peslier                                                | Nicolas Clément                                                | Abdullah bin K" Al Thani                                       | Abtaal                                                         | Hermival                                                       | 1'26"60                                                        |
| 2011  | Surfrider                                                      | France                                                         | Dansili                                                        | Olivier Peslier                                                | Eric Libaud                                                    | Michel Delauzun                                                | Havane Smoker                                                  | Redemptor                                                      | 1'26"90                                                        |
| 2010  | Makfi                                                          | France                                                         | Dubawi                                                         | Christophe Lemaire                                             | Mikel Delzangles                                               | Mathieu Offenstadt                                             | Too Nice Name                                                  | Silver Black                                                   | 1'29"00                                                        |
| 2009  | Le Havre                                                       | France                                                         | Noverre                                                        | Christophe Lemaire                                             | Jean-Claude Rouget                                             | Gérard Augustin-Normand                                        | Naaqoos                                                        | Diableside                                                     | 1'23"00                                                        |
| 2008  | Salut l'Africain                                               | France                                                         | Ski Chief                                                      | Ioritz Mendizabal                                              | Robert Collet                                                  | Madame Didier Ricard                                           | Elusif                                                         | Indigo Blue                                                    | 1'31"90                                                        |
| 2007  | US Ranger                                                      | France                                                         | Danzig                                                         | Christophe Lemaire                                             | Jean-Claude Rouget                                             | Coolmore                                                       | Prior Warning                                                  | Stoneside                                                      | 1'23"70                                                        |
| 2006  | Stormy River                                                   | France                                                         | Verglas                                                        | Thierry Thulliez                                               | Nicolas Clément                                                | Écurie Mister Ess A S                                          | Marchand d'Or                                                  | Tsar Xaar                                                      | 1'30"30                                                        |
| 2005  | Salut Thomas                                                   | France                                                         | Adnaan                                                         | Sébastien Maillot                                              | Robert Collet                                                  | Roger Jesus                                                    | Mathematician                                                  | Starpix                                                        | 1'29"80                                                        |
| 2004  | Whipper                                                        | France                                                         | Miesque's Son                                                  | Christophe Soumillon                                           | Robert Collet                                                  | Richard Strauss                                                | Red Mo                                                         | Always King                                                    | 1'28"70                                                        |
| 2003  | Mister Charm                                                   | France                                                         | Linamix                                                        | Ioritz Mendizabal                                              | Jean-Claude Rouget                                             | Jean-Luc Lagardère                                             | Vespone                                                        | Star Valley                                                    | 1'26"60                                                        |
| 2002  | Massalani                                                      | France                                                         | Ashkalani                                                      | Olivier Peslier                                                | André Fabre                                                    | Jean-Luc Lagardère                                             | Zipping                                                        | Skyrock                                                        | 1'27"00                                                        |
| 2001  | Greengroom                                                     | France                                                         | Green Tune                                                     | Dominique Bœuf                                                 | Carlos Laffon-Parias                                           | Wertheimer et Frère                                            | Amiwain                                                        | Domedriver                                                     | 1'30"20                                                        |
| 2000  | Danger Over                                                    | France                                                         | Warning                                                        | Thierry Thulliez                                               | Pascal Bary                                                    | Khalid Abdullah                                                | Only Man                                                       | Cazoulias                                                      | 1'25"70                                                        |
| 1999  | Berkoutchi                                                     | France                                                         | Take Risks                                                     | Olivier Peslier                                                | Henri-Alex Pantall                                             | Roland Monnier                                                 | Restless War                                                   | Empireneyev                                                    | 1'25"70                                                        |
| 1998  | Ippon                                                          | France                                                         | Pursuit of Love                                                | Jean-René Dubosc                                               | Jean-Claude Rouget                                             | Robert Bousquet                                                | Silic                                                          | Roi Gironde                                                    | 1'34"00                                                        |
| 1997  | Fantastic Fellow                                               | Royaume-Uni                                                    | Lear Fan                                                       | Olivier Peslier                                                | Clive Brittain                                                 | The Thoroughbred Corporation                                   | Nombre Premier                                                 | Inkatha                                                        | 1'26"80                                                        |
| 1996  | Byzantium                                                      | France                                                         | Gulch                                                          | Gérald Mossé                                                   | John Hammond                                                   | Stavros Niarchos                                               | Delegate                                                       | Titus Livius                                                   | 1'18"93                                                        |
| 1995  | Pennekamp                                                      | France                                                         | Bering                                                         | Thierry Jarnet                                                 | André Fabre                                                    | Cheikh Mohammed                                                | Bene Erit                                                      | Viva Nureyev                                                   | 1'17"41                                                        |
| 1994  | Psychobabble                                                   | France                                                         | Caerleon                                                       | Cash Asmussen                                                  | François Boutin                                                | Stavros Niarchos                                               | Signe Divin                                                    | Sharskao                                                       | 1'36"20                                                        |
| 1993  | Kingmambo                                                      | France                                                         | Mr. Prospector                                                 | Cash Asmussen                                                  | François Boutin                                                | Stavros Niarchos                                               | Zafonic                                                        | Kashani                                                        | 1'28"70                                                        |
| 1992  | Cardoun                                                        | France                                                         | Kaldoun                                                        | Dominique Bœuf                                                 | Élie Lellouche                                                 | Edgard Zorbibe                                                 | Vogeluga                                                       | Africanus                                                      | 1'26"40                                                        |
| 1991  | Ganges                                                         | France                                                         | Riverman                                                       | Gérald Mossé                                                   | François Boutin                                                | Allen Paulson                                                  | Lycius                                                         | Orage Noir                                                     | 1'26"90                                                        |
| 1990  | Machiavellian                                                  | France                                                         | Mr. Prospector                                                 | Freddy Head                                                    | François Boutin                                                | Stavros Niarchos                                               | Ron's Victory                                                  | River of Light                                                 | 1'24"60                                                        |
| 1989  | Ocean Falls                                                    | France                                                         | Wassl                                                          | Cash Asmussen                                                  | André Fabre                                                    | Paul de Moussac                                                | Corviglia                                                      | Limeon                                                         |                                                                |
| 1988  | Shaindy                                                        | France                                                         | American Stress                                                | Gerard Bianchi                                                 | Jacques Rossi                                                  | René Chanaux                                                   | Bulrush                                                        | Common Grounds                                                 | 1'28"40                                                        |
| 1987  | Saint Andrews                                                  | France                                                         | Kenmare                                                        | Alfred Gibert                                                  | Jean-Marie Béguigné                                            | Suzy Volterra                                                  | Kailas                                                         | Brickenay                                                      |                                                                |
| 1986  | Highest Honor                                                  | France                                                         | Kenmare                                                        | Cash Asmussen                                                  | Pascal Bary                                                    | I. M. Fares                                                    | Takfa Yahmed                                                   | Cricket Ball                                                   | 1'34"20                                                        |
| 1985  | Dreams to Reality                                              | France                                                         | Lyphard                                                        | Éric Legrix                                                    | Patrick Biancone                                               | Yazid Saud                                                     | Noblequest                                                     | Firefox                                                        |                                                                |
| 1984  | Diamada                                                        | France                                                         | Dictus                                                         | Alfred Gibert                                                  | Georges Bridgland                                              | Madame Paul Hexter                                             | Polly's Ark                                                    | Revolutionary                                                  |                                                                |
| 1983  | L'Emigrant                                                     | France                                                         | The Minstrel                                                   | Cash Asmussen                                                  | François Boutin                                                | Stavros Niarchos                                               | Ginger Brink                                                   | Faith Quest                                                    |                                                                |
| 1982  | Zino                                                           | France                                                         | Welsh Pageant                                                  | Freddy Head                                                    | François Boutin                                                | Gerry Oldham                                                   | Pampabird                                                      | Pacombe                                                        |                                                                |
| 1981  | Diamond Prospect                                               | France                                                         | Mr. Prospector                                                 | Alfred Gibert                                                  | Mitri Saliba                                                   | Mahmoud Fustok                                                 | Spoleto                                                        | Zulu Prince                                                    | 1'25"20                                                        |
| 1980  | Nureyev                                                        | France                                                         | Northern Dancer                                                | Philippe Paquet                                                | François Boutin                                                | Stavros Niarchos                                               | Viteric                                                        | Royal Pleasure                                                 |                                                                |
| 1979  | Goodmor                                                        | France                                                         | Morston                                                        | Jean-Pierre Lefèvre                                            | Philippe Lallié                                                | Mabel de Forest                                                | Brave Shot                                                     | Carducci                                                       |                                                                |